# 한신 고속도로 32호 신고베 터널

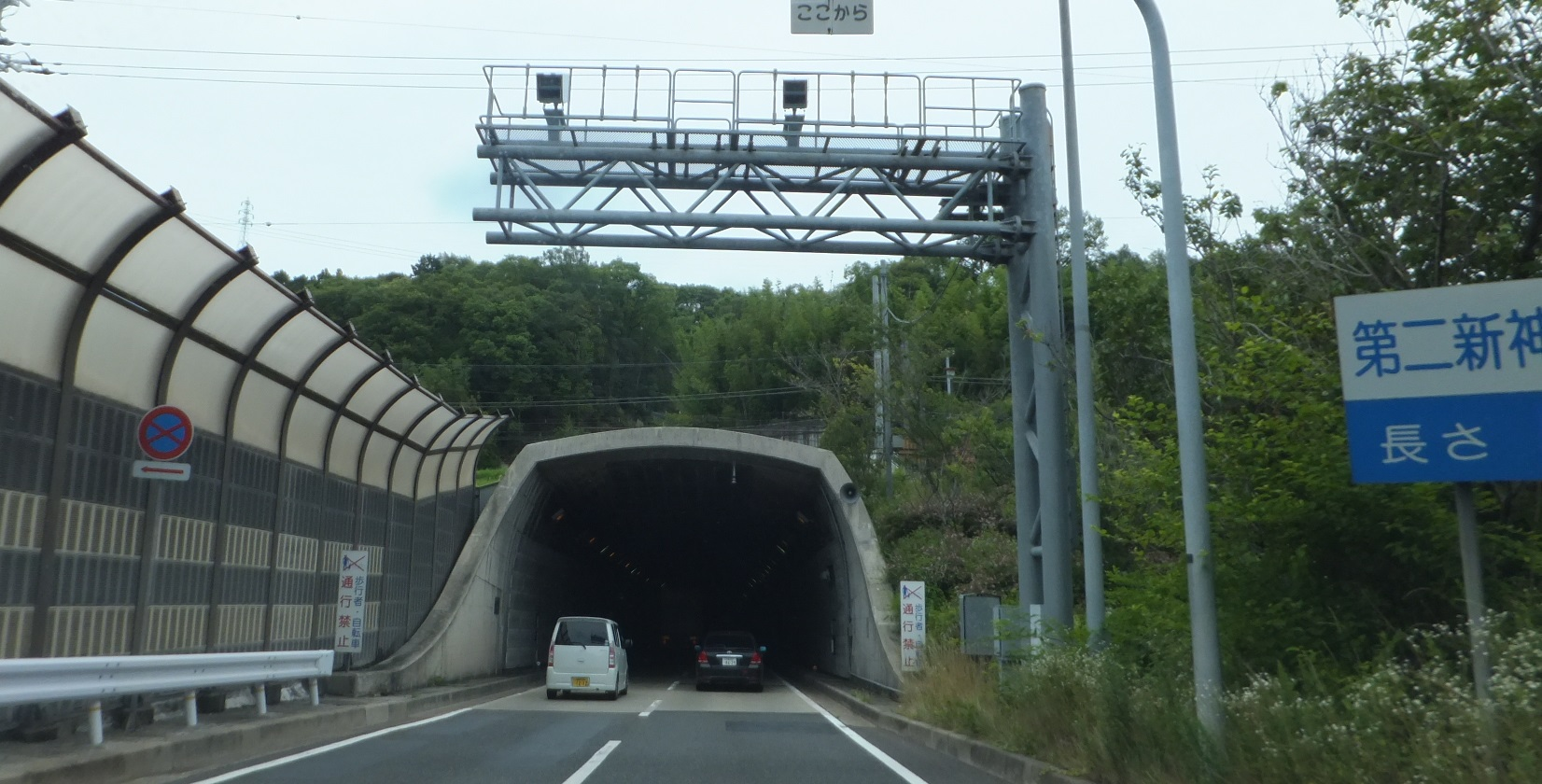
제2 신고베 터널의 상행선 출입구 (미노타니에서 촬영)

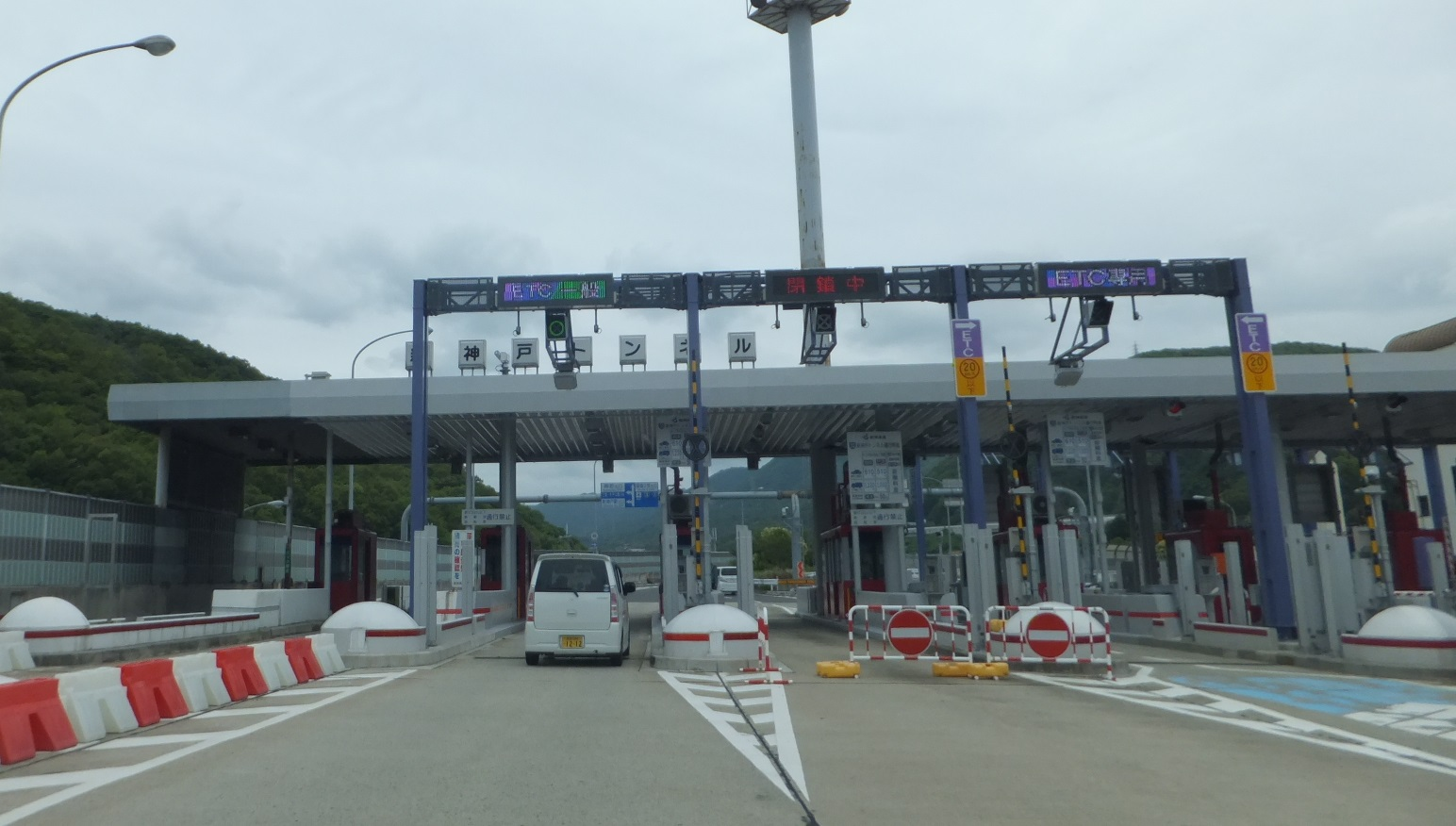
미노다니 요금소

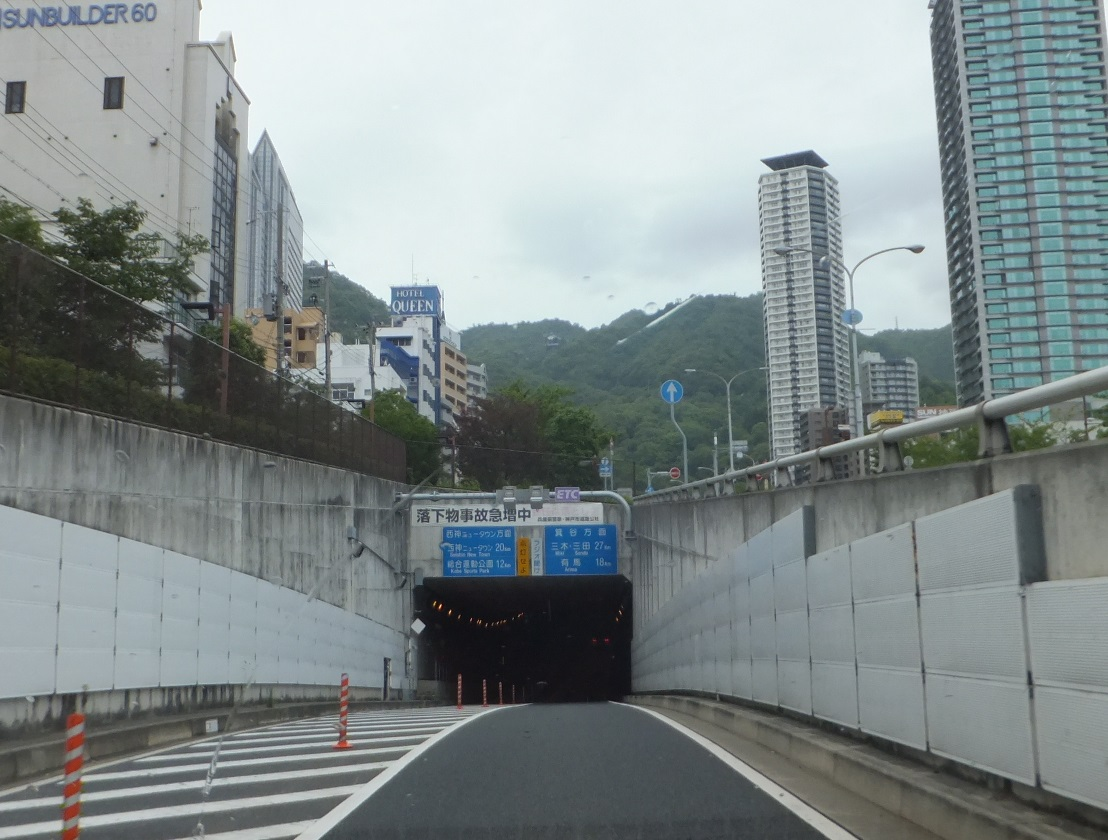
니노미야 입구

한신 고속도로 32호 신고베 터널(일본어: 阪神高速32号新神戸トンネル)은 효고현 고베시 주오구 구모이도리에서 기타구 야마초까지 이어주는 총 연장 8.5 km의 거리를 가진 한신 고속도로의 노선이다. 그러나 이 도로의 노선 명은 주요 고베시도 이쿠타가와 미노타니 선으로 이미 지정된 상태이기도 하다. 그래서 한신 고속도로㈜가 관리하고 있는 도로 중의 하나로 구성되어 있지만 기술한 바와 같이 고베시 도로공사로부터 이관된 경위에 따라, 50cc 초과 125cc 이하의 소형 2륜차(원동기부 2종)의 통행이 가능해지지만, 이 도로가 자동차 전용도로로 분류되지 않는다. 다만 마크의 색깔은 다른 한신 고속도로 노선과 달리 군청색 바탕 형태로 구성되어 있는 특이사항을 둔다.